# 渠旧镇
渠旧镇，是中华人民共和国广西壮族自治区崇左市扶绥县下辖的一个乡镇级行政单位。

## 行政区划
渠旧镇下辖以下地区：
渠旧社区、濑滤村、驮弄村、驮迓村、三合村、弄卜村、渠吞村、中原村、竹琴村、崇边村和布沙村。